# Chevrolet Fleetline
Chevrolet Fleetline — американский полноразмерный легковой автомобиль, выпускавшийся в 1941—1942 и в 1947—1952 модельных годах.

## История
Chevrolet Fleetline был введён в конце 1941 модельного года, и предлагался только с кузовом 4-дверный седан. Автомобиль имел некоторое сходство с Buick Super и являлся наименее дорогой моделью концерна General Motors стоимостью $844. В 1941 году выпущено 34,162 машин данной марки.
В 1942 году была добавлена модификация с кузовом 2-дверный фастбэк «Aerosedan», ставшая лидером продаж Chevrolet. В 1942 году выпущено 76,385 машин. Производство автомобилей было прекращено в 1942 году в связи со вступлением США во Вторую мировую войну, хотя и в годы войны выпущено небольшое количество машин для военного персонала. В 1945 году производство гражданских автомобилей в США было возобновлено, а в 1948 модельном году представлены незначительно обновлённые Fleetline с кузовом фастбэк, практически идентичные довоенным, но с новой радиаторной решёткой. С 1949 по 1952 годы также предлагались модели с 2 и 4-дверными кузовами. В 1946 году выпущено около 65,433 автомобилей, в 1947—213,938, в 1948—276,078. Производство окончательно прекратилось в 1952 году.

## Характеристики
В 1941/1942 годах устанавливался исключительно рядный 6-цилиндровый двигатель «Blue Flame» объёмом 216 куб. дюймов и мощностью 85 л. с при 3300 об/мин. Fleetline того времени могли достигать максимально скорости в 80 миль/ч. Первые машины оснащались механической синхронизированной 3-ступенчатой коробкой передач с вакуумным усилителем. С 1950 по 1952 годы предлагалась также и автоматическая коробка передач, не имевшая, однако, успеха у покупателей. Овердрайв, как правило, встречался очень редко. Тормоза — гидравлические, барабанные на всех колёсах, амортизаторы — рычажного типа. Дворники приводились в действие вакуумным выключателем на приборной панели, омыватели ветрового стекла предлагались в качестве опции, а в последние годы стали стандартным оборудованием модели DeLuxe.